# 庭劇団ペニノ
庭劇団ペニノ（にわげきだんペニノ）は日本の劇団。タニノクロウが主宰し、全ての公演の脚本・演出を担当する。
昭和大学（現・昭和医科大学）演劇部を母体に結成されたため、初期は医療従事者を本業とする団員が多かった。現在は、公演ごとに役者を集めるスタイルで活動している。

## 沿革
- 2000年2月、タニノクロウを中心に昭和大学演劇部の有志で結成。
- 2002年、第11回ガーディアンガーデン演劇フェスティバルで『PreGardeniaPeningophilia』を上演。
- 2004年、野外劇『黒いOL』にて西新宿の広場に長さ約30mのテント劇場を設営し、注目を集める。
- 同年、一人芝居『Mrs.P.P.overeem』を台北（台湾）にて招聘公演。
- 2007年、（株）メジャーリーグとの共同企画『野鴨』（イプセン原作）を行う。

## 過去の公演
- 2000年 3月　『優勝あつかまSLAVES』（吉祥寺・櫂スタジオ）
- 2000年12月　『箱庭で傷、採取。』（新宿・シアターブラッツ）
- 2001年 8月　『僕ら三人夏近くして』（渋谷・庭劇団ペニノ事務所）
- 2001年11月　『環と紫煙のアンギュラム』（六本木・Bibrin）
- 2002年 3月　『PreGardeniaPeningophilia（プレガルデニアペニンゴフィリア）』（天王洲・スフィアメックス）
- 2002年 8月　『まるでウルトラマリンの鶏肉』（新宿・シアターブラッツ）
- 2003年 6月　『ダークマスター』（下北沢・駅前劇場）
- 2003年11月　『Mrs.P.P.overeem（ミセスピーピーオーフレーム）』（中野・ウェストエンドスタジオ）
- 2004年 5月　『小さなリンボのレストラン』（渋谷・はこぶね[1]）
- 2004年11月　『黒いOL』（西新宿6丁目13番地広場）
- 2004年12月　『Mrs.P.P.overeem（中国語バージョン）』（台北・牛古[2]嶺街小劇場）
- 2006年 1月　『ダークマスター』（再演）（駒場・アゴラ劇場）
- 2006年 9月　『アンダーグラウンド』（下北沢・ザ・スズナリ）
- 2007年 2月　『笑顔の砦』（下北沢駅前劇場）
- 2007年 7月　『笑顔の砦』（大阪・精華小劇場）
- 2007年11月　『野鴨』（北千住・1010ミニシアター）*(株)メジャーリーグ製作
- 2008年 4月　『苛々する大人の絵本』（渋谷・はこぶね）
- 2008年 8月　『星影のJr.』（下北沢　ザ・スズナリ）
- 2009年 4月　『苛々する大人の絵本』(再演）（渋谷・はこぶね）
- 2009年10月　『苛々する大人の絵本』(新版）（渋谷・はこぶね、ドイツ・ベルリン HAU EINS）
- 2009年12月　『太陽と下着の見える町』（西巣鴨・にしすがも創造舎・F/T2009参加作品）

## 関連する人物
- マメ山田（2006年よりほぼ全ての作品に出演）
- 久保井研（『ダークマスター（再）』、『笑顔の砦』、『星影のJr.』出演／劇団「唐組」）
- 安藤玉恵（『Mrs.P.P.overeem』、『アンダーグラウンド』出演／元・ポツドール）
- 飯田一期（『アンダーグラウンド』、『笑顔の砦』、『星影のJr.』出演）
- 山田伊久磨（『笑顔の砦』、『苛々する大人の絵本』出演／エッヘ）
- 石田えり（『野鴨』出演）
- 石橋正次（『野鴨』出演）
- 高汐巴（『野鴨』出演）
- 津嘉山正種（『野鴨』出演）
- 手塚とおる（『野鴨』出演）
- 藤井びん（『野鴨』出演）
- 保村大和（『野鴨』出演／元・惑星ピスタチオ）
- 保坂エマ（『アンダーグラウンド』出演／劇団☆新感線）
- 戌井昭人（『ダークマスター』出演／鉄割アルバトロスケット）